# Noguchiphaea yoshikoae
Noguchiphaea yoshikoae – gatunek ważki z rodziny świteziankowatych (Calopterygidae). Stwierdzony jedynie w północno-zachodniej Tajlandii.